# Nicholas Winton

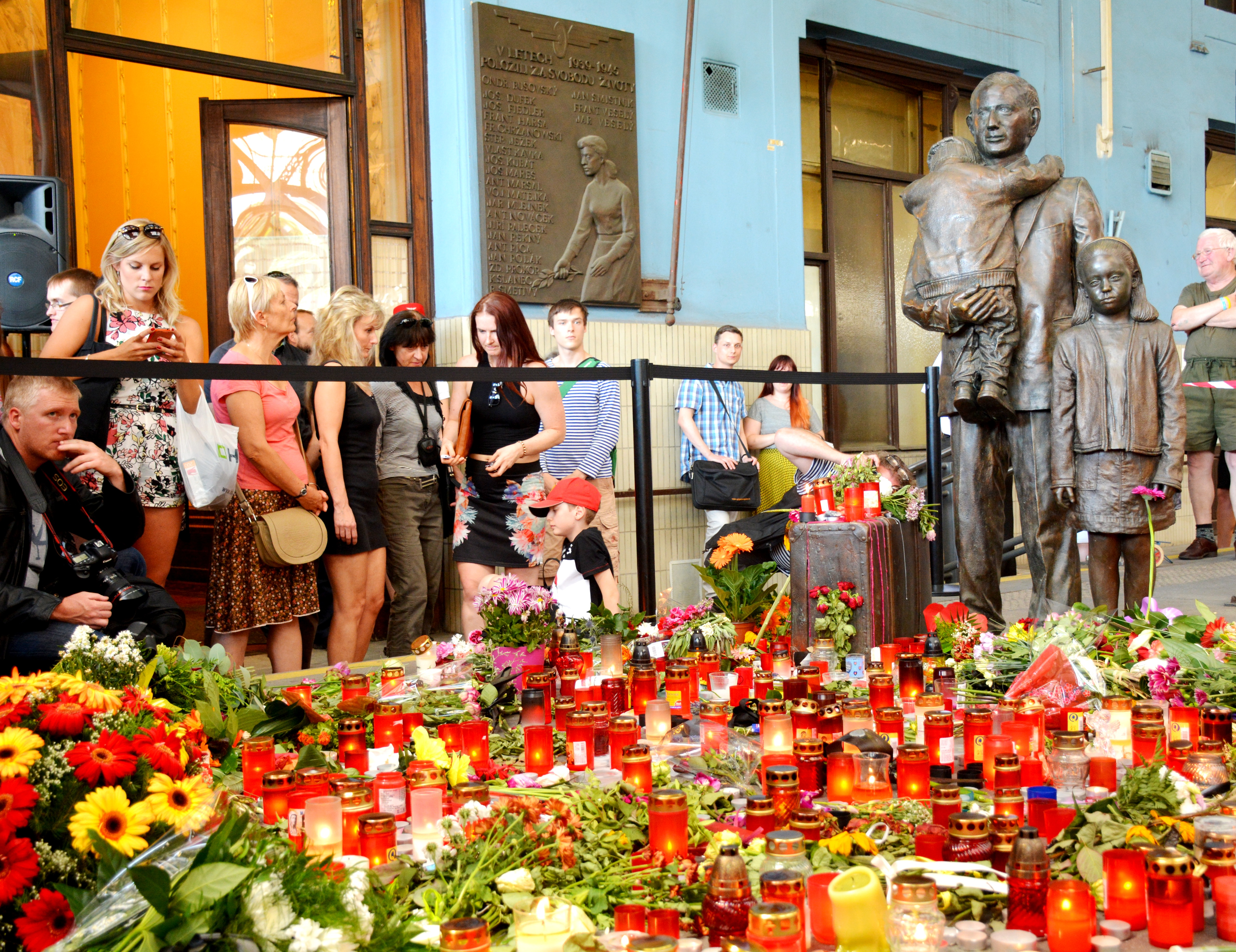
Vzpomínková akce k uctění památky sira Nicholase Wintona na pražském Hlavním nádraží

Nicholas George Winton (19. května 1909 Londýn – 1. července 2015 Slough) byl britský makléř a humanitární pracovník, který v roce 1939 zachránil 669 převážně židovských dětí z okupovaného území Československa před transportem do koncentračních táborů tím, že jim zajistil odjezd vlakem do Spojeného království.

## Životopis
Nicholas Winton se narodil v rodině německo-židovského obchodníka Wertheimera. Rodina se přistěhovala do Velké Británie již v roce 1907 a změnila své příjmení na Winton. Rodiče na své židovské víře příliš nelpěli a také malého Nicholase nechali pokřtít. Po vychození základní školy v Hampsteadu (dnes část Londýna), navštěvoval internátní školu ve Stowe a ještě před složením maturity se zaučoval ve Vojenské bance. Později odjel k příbuzným do Německa, a získával praxi v různých bankách v Hamburku, v Berlíně a nakonec i v pařížské Národní bance. Počátkem třicátých let se vrátil do Anglie, kde v důsledku hospodářské krize rovněž vystřídal několik bankovních domů. Během dovolené (v zimě 1938) se rozhodl zapojit do záchrany židovských dětí z Československa, kterým pomáhal dostat se do Velké Británie až do vypuknutí druhé světové války. Během války sloužil u RAF, kvůli slabšímu zraku však pouze v administrativě, přestože pilotní kvalifikaci získal už před válkou. Z RAF byl propuštěn v roce 1945 v hodnosti Flight lieutenant. Po válce se opět věnoval bankovnictví ve Velké Británii.

## Záchrana židovských dětí

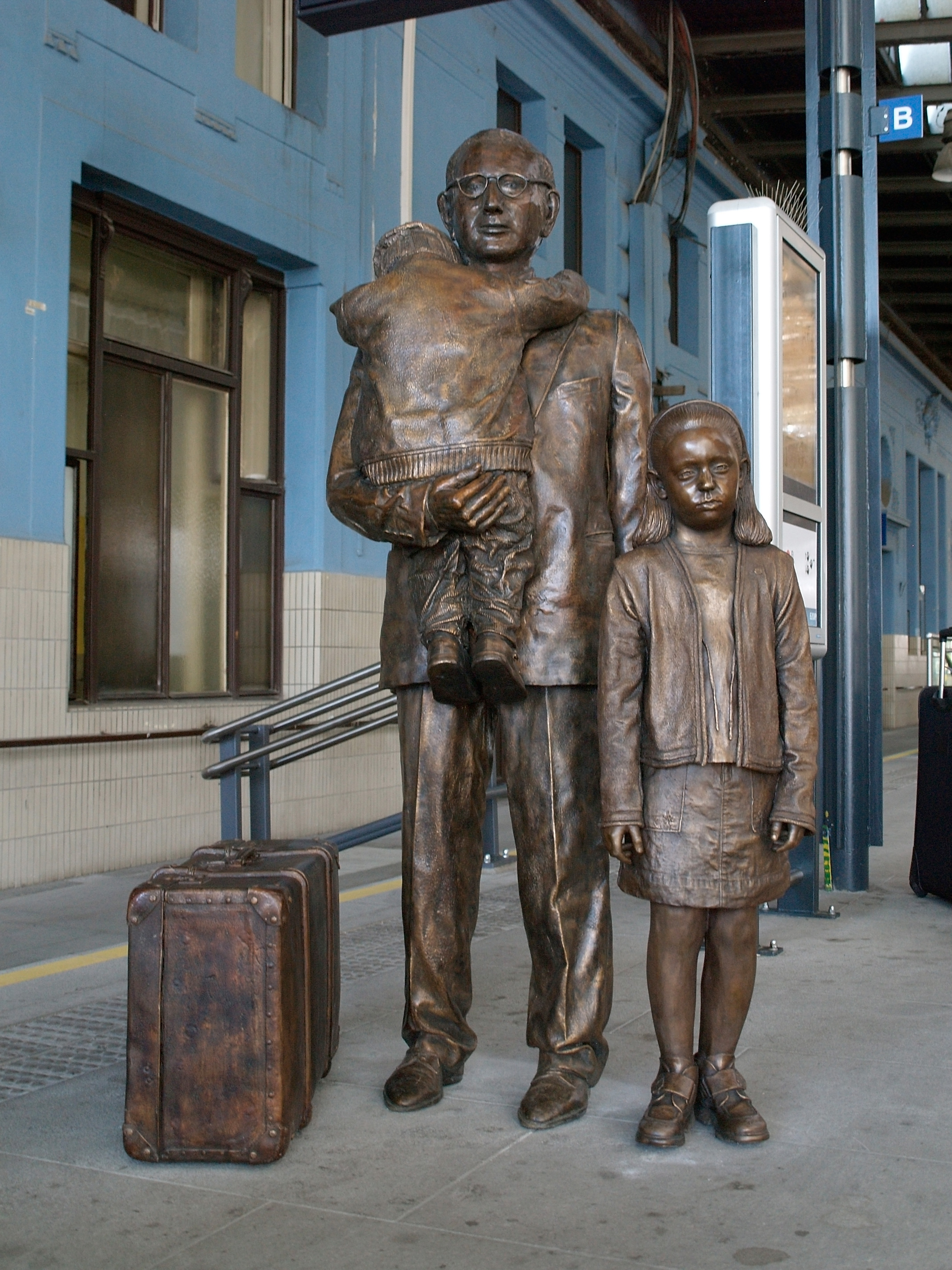
Památník na pražském hlavním nádraží na 1. nástupišti

Po nástupu nacistů k moci vzniklo několik dobrovolnických organizací, které pomáhaly pronásledovaným a diskriminovaným emigrovat z Německa a později i z anektovaného Rakouska a z odstoupených částí Československa. Pomoc spočívala jak v poskytování finanční apod. pomoci, tak i ve vyjednávání s úřady států, které byly ochotné uprchlíky přijmout a kterých v případě židovské emigrace opravdu nebylo mnoho. Hned několik takových organizací bylo založeno z iniciativy kvakerské církve, mezi jinými i Britský výbor pro uprchlíky z Československa (British Committee for Refugees from Czechoslovakia, BCRC). Po křišťálové noci (pogromu, který proběhl v noci z 9. na 10. listopadu 1938) si v těchto organizacích uvědomili, že Židé pod vládou nacistů jsou v přímém ohrožení života a upravili svoji taktiku – namísto záchrany celých rodin se snažili dostat ze země alespoň děti tím, že jim našli adoptivní britské rodiny.
V prosinci 1938 učitel Martin Blake, jeden z pracovníků BCRC, požádal svého přítele Nicholase Wintona, který se zrovna chystal na dovolenou do švýcarských Alp, aby namísto lyžování odjel do Prahy a pomohl pražské kanceláři BCRC, organizovat dětské transporty. Pro každé dítě do věku 17 let bylo nutné získat náhradní rodinu ve Velké Británii a kauci ve výši asi 50 liber, potom již nebyl problém získat pro ně britské vízum a povolení k pobytu. Byla založena Dětská sekce BCRC, kterou řídil Winton z Londýna, kde s pomocí své matky a několika dalších dobrovolníků vyhledával adoptivní rodiče, vyřizoval adopce u britských úřadů a získával příspěvky na kauce. To všechno vedle své normální práce. V Praze mezitím Trevor Chadwick, nový vedoucí pražské pobočky BCRC, shromažďoval potřebné dokumenty od rodičů, kteří měli zájem poslat své dítě do Anglie, a vyřizoval u německých okupačních úřadů povolení k vycestování. To vše pod neustálým dohledem gestapa.
První Kindertransport (dětský transport) z Prahy byl vypraven 14. března 1939 s pouhými dvaceti dětmi. Nejpočetnější byly transporty červnové[zdroj⁠?!] (každým mělo odjet 100 až 200 dětí). Často se jednalo o děti židovských uprchlíků z Německa a anektovaného Rakouska, kteří před mnichovskou dohodou hledali azyl v Československu, a více než čeští Židé si uvědomovali závažnost nacistického nebezpečí a současně už často neměli dost prostředků, aby mohli vycestovat spolu s dětmi (kauce za dospělého byla 200 liber, nehledě na to, že získat vízum uprchlíka bylo mnohem složitější než vízum pro dítě adoptované ve Velké Británii). Poslední úspěšný dětský transport byl vypraven 2. srpna 1939, kdy celkový počet zachráněných dětí dosáhl 669. Úplně poslední vlak s 250 dětmi byl vypraven 1. září 1939, ale byl zastaven a poslán zpět, protože ve stejný den vypukla druhá světová válka.

### Wintonovy pocity
Za své nejsmutnější zážitky z té doby Winton považoval dojmy z utečeneckých táborů, kde byli lidé z obsazeného pohraničí, a ještě horší prý byla chvíle, když se dozvěděl, že poslední transport 1. září nedorazí. Z dětí, které jím měly odjet, přežilo holokaust jen několik jednotlivců.

### Někteří zachránění
- Bedřich Abeles (1925–2020)[7] – fyzik
- Ruth Adlerová, provdaná Hálová (1926–2020) – mikrobioložka[8]
- Asaf Auerbach[9][10] (1928–2022) – ekonom a filantrop
- Alfred Dubs (* 1932) – britský politik, baron
- František Elston, rozený Epstein (1922–2005) – brigádní generál, letec RAF, syn prof. Bertholda Epsteina[11]
- Marion Feigl (1929–2018) – galeristka a nakladatelská redaktorka; dcera galeristy Hugo Feigla a neteř jeho bratra malíře Bedřicha Feigla
- Věra Gissingová, rozená Diamantová (1928–2022) – spisovatelka, překladatelka
- Tom Graumann (1931–2020)[12] – křesťanský misionář
- Milena Lady Grenffel-Baines[13][14]
- Ruth Gröschel, provdaná Mothejzíková, Rulcová (1932–2005) – žila za války v Portsmouth, Hamptonshire; po válce se vrátila do Československa
- Felix Arnošt Heller (1924–1943) – příslušník 311. čs. bombardovací perutě RAF
- Jiří Pavel Kafka (*1924) – radista a střelec 311. čs. bombardovací perutě RAF [15][14]
- Rudolf Kirschner – lékař
- Michael Franz Lappert, PhD, FRS (Wintonův seznam, dítě č. 1598) (1928–2014) – britský vědec, profesor (obor chemie)
- Zdeněk Launer (1924–1945) – příslušník 311. československé bombardovací perutě RAF
- Renata Laxová ( 1931–2020[16]) – profesorka, pediatrička[17]
- Zuzana Marešová[18][19]
- Hugo Marom (1928–2018, roz. Meisl) – projektant, letecký inženýr, narozen v Brně, od konce 40. let žil v Tel Avivu
- Peter Rafaeli
- Karel Reisz (1926–2002) – britský režisér
- Margit Schneiderová (1924–2019) – příslušnice Royal Air Force[20]
- Joe Schlesinger (1928–2019) – kanadský novinář
- Tom Schrecker (1932-2024)[21]
- Julius Sidon – bratr rabína Karola Sidona
- František Osvald Stein (1923–1991) – příslušník 311. čs. bombardovací perutě RAF, novinář
- Charles Gad Strasser (1927–2024) – válečný veterán, profesionální fotograf a filantrop
- Hanuš Šnábl – redaktor českého vysílání BBC
- Hanuš Weber, starší syn Ilse Weber

## Ohlasy
Přestože Nicholas Winton svůj čin nepovažoval za nic výjimečného a nikdy o něm sám nemluvil, náhoda v roce 1988 způsobila, že se o transportech ohrožených dětí z Prahy do Londýna dozvěděla jeho žena Greta tím, že nalezla seznamy dětí a příslušné dokumenty na půdě v domě, kde Wintonovi bydleli. Předala vše historičce Elizabeth Maxwelové, která zorganizovala setkání Wintona s „jeho dětmi“ v pořadu televize BBC That’s Life (Takový je život). Pozornost veřejnosti se k němu však upřela až po dalších deseti letech, když jeho příběh znovu připomněl režisér Matej Mináč ve filmu Všichni moji blízcí (1999).

### Ocenění
V roce 1998 Nicholase Wintona přijal na Pražském hradě prezident České republiky Václav Havel a vyznamenal jej řádem T. G. Masaryka. V roce 2002 byl potom v rodné Británii povýšen britskou královnou do šlechtického stavu. Jeho jménem je také pojmenována planetka (19384) Winton, objevená na jihočeské Observatoři Kleť, a v roce 2002 o něm režisér Matej Mináč natočil biografický film Síla lidskosti – Nicholas Winton. Nicholas Winton nemohl být jako potomek židovských rodičů oceněn státem Izrael titulem Spravedlivý mezi národy, který se uděluje lidem jiného vyznání, kteří přispěli k záchraně Židů.

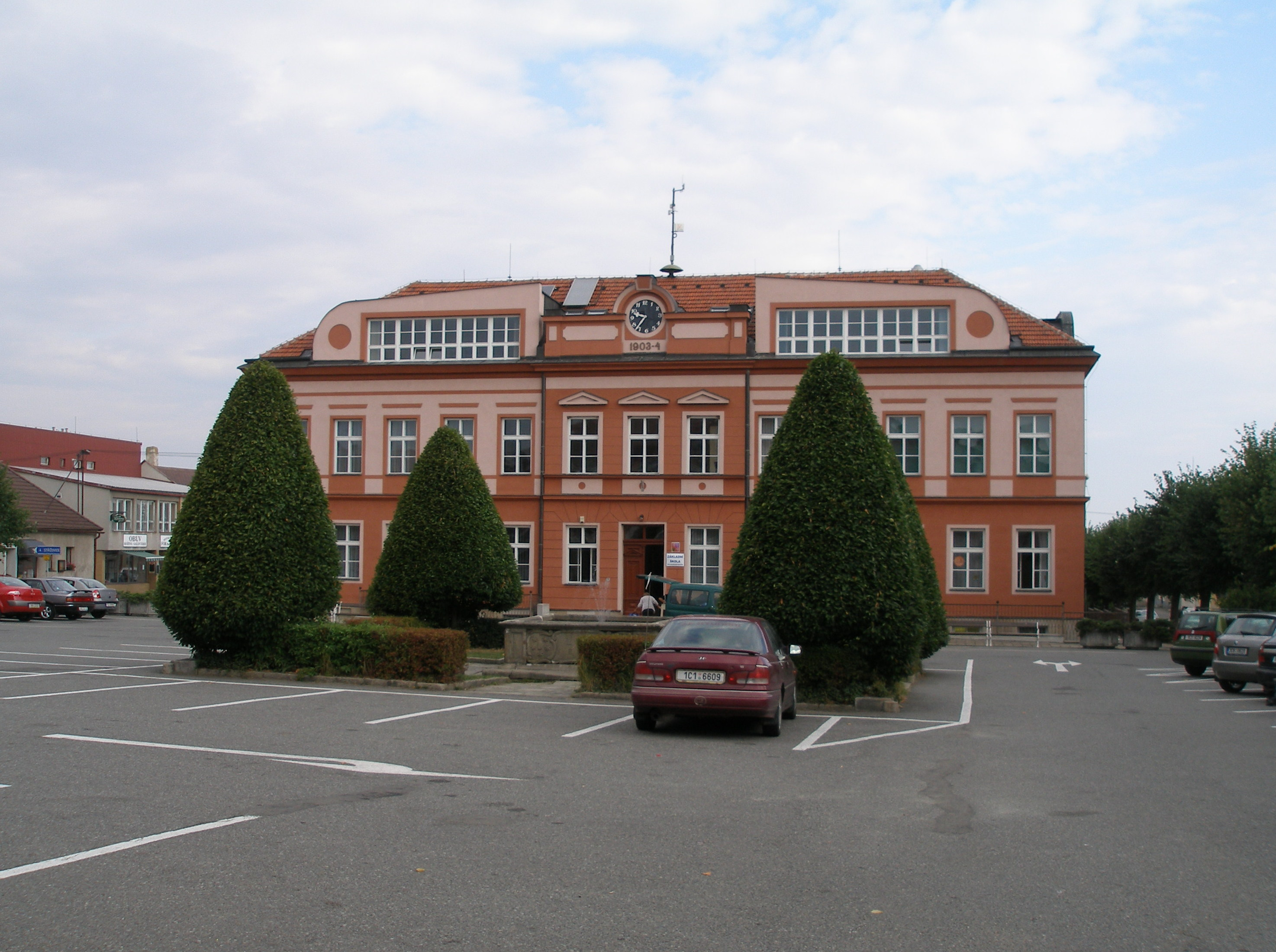
ZŠ Sira Nicholase Wintona Kunžak

Z iniciativy českých studentů vznikla petice, která žádá příslušnou komisi norského parlamentu, aby siru Nicholasi Wintonovi byla za jeho zásluhy udělena Nobelova cena za mír. Nicholas Winton byl na toto ocenění navržen již třikrát, poprvé roku 2008, podruhé roku 2011 a naposledy v roce 2013.
Dosud (červen 2013) podepsalo petici zasazující se o udělení Nobelovy ceny Nicholasi Wintonovi celkem více než 213 000 lidí, přičemž přes 133 000 petentů připojilo své podpisy v rámci vzdělávacího programu Loterie života, určeného pro žáky a studenty základních a středních škol.
Dne 19. května 2014, v den jeho 105. narozenin, se prezident Miloš Zeman rozhodl, že mu udělí nejvyšší státní vyznamenání České republiky, Řád Bílého lva. Sir Nicholas Winton byl spolu se sirem Winstonem Churchillem oceněn v Den vzniku samostatného československého státu, 28. října téhož roku.
Dne 9. října 2007 požádala Základní škola v Kunžaku sira Wintona, aby mohla nosit jeho jméno. Dne 1. ledna 2008 se škola přejmenovala na Základní školu Sira Nicholase Wintona Kunžak.

### Film
Wintonův příběh ztvárnil režisér Matej Mináč ve filmu Všichni moji blízcí (1999), a později i v dokumentu Síla lidskosti – Nicholas Winton (2002). V lednu 2011 režisér Matej Mináč představil v Praze za Wintonovy přítomnosti svůj třetí film o něm Nickyho rodina. Zde byla také předána druhá nominace na Nobelovu cenu za mír. 
V roce 2023 o něm vyšel film Jeden život, z produkce BBC Film, který režíroval James Hawes a hlavní role v něm ztvárnil Anthony Hopkins/Johnny Flynn jako Nicolas Winton, Helena Bonham Carter jako Babette Winton a Jonathan Pryce jako Martin Blake. Film sleduje dvě období Wintonova života, jeho působení v Praze v roce 1938 a jeho důchod a odhalení činnosti v roce 1988.

### Sté narozeniny sira Nicholase Wintona
Své 100. narozeniny oslavil letem v ultralehkém letadle, které pilotovala Judy Leden, dcera jednoho ze zachráněných chlapců.

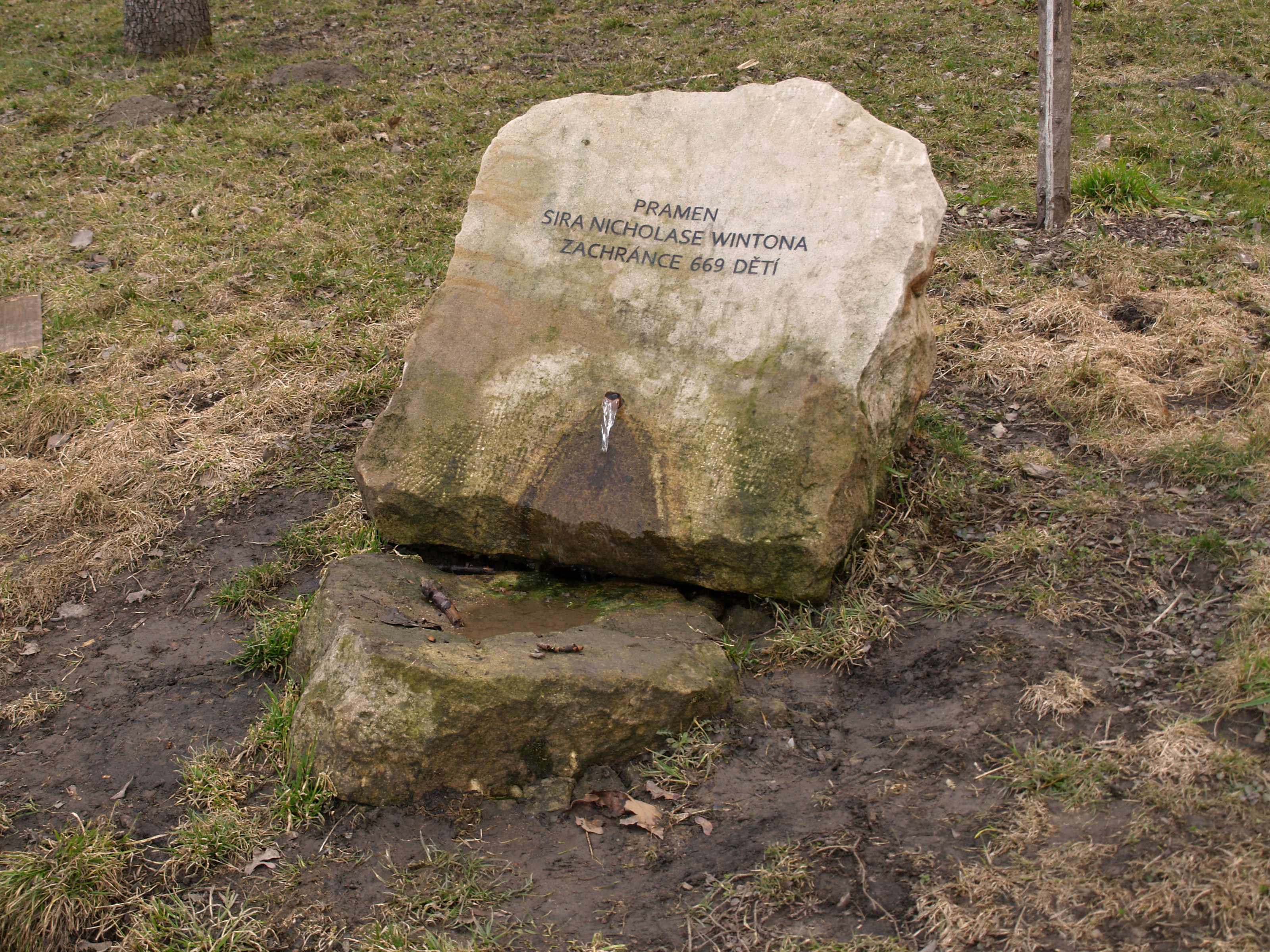
Pramen Nicholase Wintona

V Praze byl při této příležitosti 19. května 2009 v rámci Velké strahovské zahrady otevřen Sad zachránců dětí s obnoveným pramenem, pojmenovaným po Nicholasi Wintonovi.
Téhož roku si Sir Nicholas nechal otisknout svou ruku a tak dal možnost vzniku Křišťálovému doteku. První kopie otisku vyrobená v dílně Jana Huňáta, šla do dražby ve prospěch nadačního fondu Podepsáno Srdcem, kterého byl sám Sir Nicholas patronem.
ZŠ Sira Nicholase Wintona Kunžak oslavila Wintonovy narozeniny sestavením dortu přímo z žáků, kteří nad hlavami drželi barevné desky. Výroba dortu byla nafocena a poslána siru Wintonovi. Také žáci běhali symbolicky štafetu 100 metrů.

### Winton Train
1. září 2009 v 9.01 vyjel z pražského hlavního nádraží vlak Winton Train na čtyřdenní cestu. Mimořádná souprava projela trasu, kterou by přesně před 70 lety absolvovaly děti z posledního Kindertransportu, který zmařilo vypuknutí války. Předtím došlo k odhalení památníku Wintonova činu – sousoší sochařky Flor Kentové.